# Бангладеш на летних Олимпийских играх 2000
Сборная Бангладеш принимала участие в Летних Олимпийских играх 2000 года в Сиднее (Австралия) в пятый раз за свою историю, но не завоевала ни одной медали. Сборную страны представляли двое мужчин и три женщины, одна из которых, Сабрина Султан, являлась знаменосцем сборной. Сборная Бангладеш являлась одной из самых молодых на играх. Средний возраст спортсменов составлял 20 лет.

## Состав олимпийской сборной Бангладеш

### Плавание
Спортсменов — 2
В следующий раунд на каждой дистанции проходили лучшие спортсмены по времени, независимо от места занятого в своём заплыве.
Мужчины
| Спортсмен           | Соревнование | Предварительные заплывы | Предварительные заплывы | Полуфиналы | Полуфиналы | Финал     | Финал     |
| Спортсмен           | Соревнование | Результат               | Место                   | Результат  | Место      | Результат | Место     |
| ------------------- | ------------ | ----------------------- | ----------------------- | ---------- | ---------- | --------- | --------- |
| Карар Самедул Ислам | 100 м брасс  | 1:14,93                 | 64                      | Не прошёл  | Не прошёл  | Не прошёл | Не прошёл |

Женщины
| Спортсмен  | Соревнование | Предварительные заплывы | Предварительные заплывы | Полуфиналы | Полуфиналы | Финал     | Финал     |
| Спортсмен  | Соревнование | Результат               | Место                   | Результат  | Место      | Результат | Место     |
| ---------- | ------------ | ----------------------- | ----------------------- | ---------- | ---------- | --------- | --------- |
| Доли Ахтар | 100 м брасс  | DSQ                     | DSQ                     | Не прошла  | Не прошла  | Не прошла | Не прошла |

### Стрельба
Всего спортсменов — 1
После квалификации лучшие спортсмены по очкам проходили в финал, где продолжали с очками, набранными в квалификации. В некоторых дисциплинах квалификация не проводилась. Там спортсмены выявляли сильнейшего в один раунд.
Женщины
| Спортсмен       | Соревнование   | Квалификация | Место | Финал     | Место     | Всего | Место |
| --------------- | -------------- | ------------ | ----- | --------- | --------- | ----- | ----- |
| Сабрина Султана | Винтовка, 10 м | 383          | 46    | Не прошла | Не прошла | 383   | 46    |